# Parmelinopsis megadactyla
Parmelinopsis megadactyla är en lavart som beskrevs av Aptroot. Parmelinopsis megadactyla ingår i släktet Parmelinopsis och familjen Parmeliaceae.   Inga underarter finns listade i Catalogue of Life.